# Liste der denkmalgeschützten Objekte in Hart bei Graz
Die Liste der denkmalgeschützten Objekte in Hart bei Graz enthält die denkmalgeschützten, unbeweglichen Objekte der Gemeinde Hart bei Graz im steirischen Bezirk Graz-Umgebung.

## Denkmäler
| Foto |                 | Denkmal                                                                              | Standort                                             | Beschreibung | Metadaten |
| ---- | --------------- | ------------------------------------------------------------------------------------ | ---------------------------------------------------- | --- | --- |
| ja   | Datei hochladen | Kath. Filialkirche hl. Rupert in Hohenrein bei Graz HERIS-ID: 51403 Objekt-ID: 57046 | Rupertistraße 121 Standort KG: Hart bei St. Peter    | Der schlichte Bau, der ein durch seine Anlehnung an romanische Wehrkirchen die Postmoderne vorwegnimmt, stammt aus dem Jahr 1960 von Eberhardt Jäger. Der nordöstlich angestellte Turm trägt ein Zeltdach. Die Glasfenster mit kubistischen Anklängen stammen von Rudolf Szyszkowitz; die Secco-Wandmalerei des Patrons an der Fassade von Adolf Osterider. Im Chor befindet sich ein spätgotisches Holzkruzifix aus der Zeit um 1480. | BDA-Hist.: Q2176617 Status: § 2a Stand der BDA-Liste: 2025-06-30 Name: Kath. Filialkirche hl. Rupert in Hohenrein bei Graz GstNr.: .602 Rupertikirche (Hohenrain) |
| ja   | Datei hochladen | Figur hl. Johannes Nepomuk HERIS-ID: 99730 Objekt-ID: 115886                         | bei Rupertistraße 21 Standort KG: Hart bei St. Peter | | BDA-Hist.: Q37774708 Status: Bescheid Stand der BDA-Liste: 2025-06-30 Name: Figur hl. Johannes Nepomuk GstNr.: 271/1                                              |
| ja   | Datei hochladen | Mariensäule HERIS-ID: 10591 Objekt-ID: 6650                                          | bei Rupertistraße 80 Standort KG: Hart bei St. Peter | Die doppelgestaltige Sandsteinfigur einer gekrönten Maria mit Kind stammt aus der Zeit zwischen 1670 und 1680. | BDA-Hist.: Q38073887 Status: Bescheid Stand der BDA-Liste: 2025-06-30 Name: Mariensäule GstNr.: 636/6 Mariensäule Hohenrain                                       |
| ja   | Datei hochladen | Schloss Reinthal HERIS-ID: 44296 Objekt-ID: 45071                                    | Paul Anton Keller-Weg 40 Standort KG: Messendorf     | Das Schloss diente im Mittelalter als Wirtschaftshof des Stiftes Rein. Ab dem 16. Jahrhundert führte man es als Edelssitz. Nach oftmaligem Besitzerwechsel befindet sich das Anwesen seit 1967 im Eigentum der Stadtgemeinde Graz. Die geschlossene Vierflügelanlage mit quadratischem Innenhof hat ihre ältesten Bauteile im unterkellerten Südtrakt. Die Pfeilerarkaden wurden im Lauf der Zeit vermauert; bei einem Stich von Georg Matthäus Vischer sichtbarer runder Eckturm ist nicht mehr vorhanden. Im 19. Jahrhundert fügte man an den Baukörper einen quadratischen Eckturm an, in dessen Obergeschoß eine Kapelle eingerichtet wurde. | BDA-Hist.: Q1523284 Status: Bescheid Stand der BDA-Liste: 2025-06-30 Name: Schloss Reinthal GstNr.: .53 Schloss Reinthal                                          |